# Kür Qaraqaşlı
Kür Qaraqaşlı è un comune dell'Azerbaigian situato nel distretto di Salyan. Conta una popolazione di 2 484 abitanti.